# Amanda Micheli
Amanda Micheli é uma cineasta norte-americana. Como reconhecimento, foi nomeado ao Oscar 2008 na categoria de Melhor Documentário em Curta-metragem por La Corona.